# Phương trình Stefan
Đối với các phương trình khác có tên tương tự, xem định luật bức xạ vật đen Stefan và công thức Stefan về năng lượng bề mặt cụ thể.
Trong băng hà học và kỹ thuật dân dụng, phương trình Stefan (hay còn gọi là công thức Stefan) mô tả sự phụ thuộc của độ dày lớp phủ băng vào lịch sử của nhiệt độ. Đặc biệt, nó nói rằng sự tích tụ của băng dự kiến tỷ lệ thuận với căn bậc hai của số độ ngày dưới mức đóng băng. Nó được đặt theo tên của nhà vật lý người Slovenia Josef Stefan.